# Charles Jay
Pour les articles homonymes, voir Charles Jay (Tea Party) et Jay.
Charles Jay, né à Anvers (Belgique) le 29 mai 1911 et mort à Amiens le 11 septembre 1988, est un compositeur et pédagogue français.

## Biographie
Charles Jay, de mère flamande, a fait ses études au Conservatoire de Paris dans la classe d'harmonie de Raymond Pech où il avait notamment Henri Betti, Louiguy et Pierre Nerini comme camarades. Il a obtenu un Grand Prix au Concours de Rome en 1945. Il fut professeur au conservatoire d’Amiens, qu’il a dirigé durant plus de trente ans de 1948 à 1980.

## Hommage et distinctions
- Chevalier de la Légion d’honneur (1966), chevalier des Arts et des Lettres (1969).
- Son nom a été donné au Trophée Charles Jay qui couronne chaque année les meilleures harmonies régionales[3].

## Œuvres
- Scherzo fantasque, poème symphonique
- Esquisses symphoniques
- Burlesque pour saxophone, harpe et orchestre
- Suite médiévale
- Lumière et Joie, messe pour orchestre d'harmonie, 1971
- Exaltation "Hommage à Jules Verne", pour orchestre d'harmonie, 1985
- Suite médiévale
- Suite pour orchestre d’harmonie
- S’allume ma mémoire, 1987
- Cantate pour une fête pour chœur et orchestre
- Choral pour chœur et orchestre
- "Heureux ceux qui sont morts" pour chœur et orchestre
- Missa Jubilantis pour chœur mixte, chœur d'enfants, orchestre et orgue[4]
- Icare, scène lyrique
- La Farce du contrebandier, opéra-bouffe en un acte
- Les Oiseaux, Ballet
- Le Rêve de Sophie, Ballet
- Musique de scène pour L’Étang vert de Charles Merlet
- Musique de scène pour La Part du diable d'Yves Denis

## Sources et références
- Prix de Rome 1940-1949 - Charles JAY

1. ↑  Second Grand Prix pour la cantate La Farce du contrebandier, sur un texte de Guy de Téramond
2. ↑  « myworldmyword.com/charles-jay/ »(Archive.org • Wikiwix • Archive.is • Google • Que faire ?).
3. ↑  « FRANCE 3 - Harmonie de Candas », sur france3.fr via Wikiwix (consulté le 24 novembre 2023).
4. ↑  écrite en 1944, interprétée dans la cathédrale de Reims pour célébrer le retour des prisonniers et des déportés ; elle a été rejouée à la cathédrale d’Amiens en 1998 pour le 10e anniversaire de sa mort